# Циганов Микола Федорович
Микола Федорович Циганов або Гай-Узин (11 грудня 1904, с. Мачкаси, Саратовська губернія — 23 жовтня 1971, Саранськ) — ерзянський мовознавець, поет, засновник ерзя лексикографії.

## Біографія
Закінчив земську школу, в 1916 році, продовжив навчання в мордовській учительській семінарії в Мачкасах, потім у Петровському педагогічному технікумі та Саратовському університеті. Після його закінчення викладав у місцевій школі. У 1932-1934 рр. завідує мордовським відділенням, працює викладачем і вченим секретарем Мордовського педінституту в Саранську. У 1934-1938 роках навчається в аспірантурі філологічного факультету Ленінградського державного університету під науковим керівництвом професора Д. В. Бубриха. Одночасно працює секретарем комітету ВЛКСМ і викладачем філологічного факультету. Захистив кандидатську дисертацію «Питання лексики та лексикографії мордовських мов». У 1938-1939 рр. є науковим співробітником інституту мови і мислення Академії Наук СРСР.
У 1930-1931 роках Н. Ф. Циганов командував взводом ударно-стрілецького полку в м. Кушка і брав участь у придушенні національно-визвольного руху басмацтва в Каракумах. Учасник московсько-фінської війни (1939-1940). 
Член ВКП(б) з 1941 року. 
З вересня 1941 року — на фронтах німецько-радянської війни: Західному, Степовому (з березня 1943). Командував артбатареєю, очолював штаб дивізіону, командир дивізіону, начштабу полку, помічник начальника оперативного відділу штабу армії. На фронті був тричі поранений.
Після демобілізації працював у Саранську старшим науковим співробітником, завідувачем сектору і директором Мордовського науково-дослідного інституту мови, літератури, історії та економіки; викладав у Мордовському педагогічному інституті (нині Мордовський державний університет імені М. П. Огарьова), де, як доцент, очолював кафедру мордовської філології.
Помер 20 жовтня 1971 року.

## Творчість і наукова діяльність
Публікувався в ерзянській пресі з 1920-х років. Виступав під псевдонімом Ґай-Узин. М. Ф. Цигановим опубліковано більше п'ятдесяти праць з лексикографії, діалектології і мордовського мовознавства.

### Вибрані праці
Джерело - Електронні каталоги РНБ
- Вопросы мордов. филологии: [Сб. статей / Отв. ред. Н. Ф. Цыганов]. — Саранск : Морд. кн. изд-во, 1968. — 198 с. — (Кафедра мордовского языка и литературы Мордовского гос. ун-та. Ученые записки ; № 64).
- Русско-эрзянский словарь [ок. 25000 слов] / Сост.: М. Н. Коляденков, Ф. В. Сульпин, Л. П. Тарасов, Н. Ф. Цыганов; Под общ. ред. М. Н. Коляденкова и Н. Ф. Цыганова. — М.: Гос. изд-во иностр. и нац. словарей, 1948. — 418 с. — 5000 экз.
- Цыганов Н. Ф. Вопросы лексики и лексикографии мордовских языков : Автореф. дис. … канд. филол. наук. — М., 1952. — 24 с.
- Эрзянско-русский словарь [ок. 15000 слов с прил. краткого грамматич. очерка] / Сост.: М. Н. Коляденков и Н. Ф. Цыганов; Под ред. Д. В. Бубриха. — М.: Гос. изд-во иностр. и нац. словарей, 1949.

## Нагороди
- Орден Вітчизняної війни 2-го ступеня (16.11.1943)[4]
- Орден Вітчизняної війни 1-го ступеня (12.12.1943)[3]
- Орден Червоного Прапора (25.12.1943)[5]
- Медаль «За оборону Москви»